# 小尾晋之介
小尾 晋之介（おび しんのすけ、1960年 - ）は、日本の流体工学者。慶應義塾大学理工学部教授。工学博士。

## 略歴・人物
慶應義塾高等学校卒業（1979年）、慶應義塾大学理工学部機械工学科卒業（1983年）、慶應義塾大学大学院理工学研究科機械工学専攻修士課程修了（1986年）。工学博士（1991年取得・エアランゲン大学）。慶應義塾大学理工学部機械工学科教授。国際センター所長。
研究分野は、乱流現象の予測、計測、制御を始めとした流体運動。希薄気体力学など、ナビエ–ストークス方程式では扱うことのできない問題にも研究対象を拡大している。